# ماجراجویی راپانزل گیسوکمند
ماجراجویی راپانزل گیسوکمند (به انگلیسی: Rapunzel's Tangled Adventure) (معروف به گیسوکمند: سریال در طول فصل اول) یک مجموعه تلویزیونی پویانمایی آمریکایی است که توسط کریس سوننبرگ و شین پریگمور ساخته و توسط انیمیشن تلویزیونی دیزنی تولید شده‌است. این سریال برای اولین بار به عنوان یک فیلم اختصاصی با عنوان گیسوکمند: پیش از تا ابد در ۱۰ مارس ۲۰۱۷ در کانال دیزنی به نمایش درآمد. قسمت‌های معمولی آن در ۲۴ مارس ۲۰۱۷ به نمایش درآمدند. این مجموعه بر اساس فیلم گیسوکمند محصول ۲۰۱۰ ساخته شده‌است و دارای صدای بازگشتی مندی مور و زکری لی‌وای در کنار ایدن اسپینسا، کلنسی براون، جولی بوون، جیمز مونرو ایگلهارت، جف راس، پل تامپکینز و جرمی جردن است.
این سریال در فوریه ۲۰۱۷ برای فصل دوم تمدید و در ۲۴ ژوئن ۲۰۱۸ پخش شد. در مهٔ ۲۰۱۸ قبل از پخش فصل دوم اعلام شد که این سریال برای سومین و آخرین فصل تمدید شده‌است؛ فصل سوم در ۷ اکتبر ۲۰۱۹ پخش شد، و در ۱ مارس ۲۰۲۰ به پایان رسید.

## شخصیت‌ها
- راپانزل (مندی مور) شاهدخت کورونا[ب] که مدت‌هاست گم شده‌است و پس از فرار از اسیر خود، مادر گاتل، با زندگی جدید خود سازگار می‌شود.
- یوجین (زکری لی‌وای)، سابقاً فلین رایدر، یک دزد اصلاح شده‌است. یوجین با راپانزل ازدواج می‌کند و به عنوان مربی گارد سلطنتی جای خود را در کورونا پیدا می‌کند و بعداً با راپانزل به ماجراجویی او می‌رود. بعداً مشخص شد که او پسر پادشاه ادموند و شاهزاده پادشاهی تاریک است.
- کاساندرا (ادن اسپینوزا) دختر خوانده کاپیتان گارد است. او بهترین دوست و بانوی منتظر راپانزل است تا اینکه متوجه شد مادرش خود گوتل فقید است. او توسط شیطان شیطانی ژان تیری دستکاری می‌شود تا قبل از اصلاح در پایان فصل ۳، با استفاده از مون استون قدرتمند، راپانزل را مورد حمله قرار دهد.
- پاسکال و ماکسیموس (دی بردلی بیکر)
  - پاسکال آفتاب‌پرست خانگی راپانزل است. پیشینه او در قسمت ۱۱ «داستان پاسکال» فاش شده‌است.
  - ماکسیموس یک اسب نر سفید است که گفته می‌شود بینی‌اش همانند یک سگ، خوب کار می‌کند. او در اصل متعلق به کاپیتان گارد است و بعداً به یوجین تعلق می‌گیرد.
- پادشاه فردریک (کلنسی براون) پادشاه کورونا و پدر بیش از حد محافظ و در عین حال دوست داشتنی راپانزل است.
- ملکه آریانا (جولی بوون) ملکه کورونا و مادر تولدی پرنسس راپانزل است.
- کاپیتان گارد (ام سی گینی) رئیس گارد سلطنتی کورونا و پدر خوانده کاساندرا است.
- لنس استرانگبو (جیمز مونرو ایگلهارت)[۱] بهترین دوست دوران کودکی یوجین و شریک سابق جنایت از روزهای دزدی او است. او کیرا و کاتالینا را در پایان قسمت «Plus Est En Vous» قبول می‌کند.
- هوک فوت (جف راس)[۵] برادر کوچکتر دست هوکی است. او راپانزل را در ماجراجویی او در فصل دوم تا «برادران هوک» همراهی می‌کند تا با برادرش به یک تور جهانی بروند.
- شورتی (پل اف تامپکینز)[۱] یک مست دیوانه که به ماجراجویی‌های راپانزل و یوجین در در فصل دوم می‌پیوندد.
- واریان (جرمی جردن)[۱] کیمیاگری جوان و دست و پا چلفتی اما باهوش که از مهارت‌های خود برای کمک به دیگران استفاده می‌کند. او بعداً در سریال تبدیل به یک آنتاگونیست می‌شود، اما در قسمت اول فصل سوم «بازگشت راپانزل» اصلاح شد. در پایان «Plus Est En Vous»، او مهندس سلطنتی می‌شود و در نهایت می‌تواند به کورونا آب گرم بدهد، چیزی که او می‌خواست در قسمت اول فصل یکم انجام دهد.
- انگری و رد (ویوین ونسر و روبی جی) یک جفت دزد جوان سابق که به عنوان شخصیت‌های کوچک و بعداً به عنوان شخصیت‌های اصلی ظاهر می‌شوند و فاش می‌کنند که نام واقعی آنها کیرا و کاتالینا است.
- کویرین (جاناتان بنکس) رهبر دهکدهٔ کوچک کرونای قدیم و پدر واریان است.
- آدیرا (کلی هو) یک جنگجوی مرموز است که راهنمای راپانزل در سفرش به منبع صخره‌های سیاه است.
- پادشاه ادموند (بروس کمپبل) پادشاه پادشاهی تاریک است که اوپال سنگ ماه را برای نجات جهان و پدر گمشده یوجین نگه می‌دارد.
- هکتور (کیم کوتس) خطرناک‌ترین و سادیست‌ترین عضو اخوان است. او آنتاگونیست ویژه قسمت «راپانزل و درخت بزرگ» است.
- لرد دمیتوس (تیموتی دالتون) یک مهندس و مخترع باستانی که در زمانی که گل آفتاب و اوپال سنگ ماه از آسمان فرود آمدند در تاج باستان زندگی می‌کرد.
- ژان تیری (جنیفر ویال) یک جادوگر شیطانی باستانی و قدرتمند از بُعد دیگری که به عنوان آنتاگونیست اصلی سریال عمل می‌کند. او شخصاً به شکلی کودکانه ظاهر می‌شود تا کاساندرا را در فصل ۳ پس از بازی در دو فصل اول از طریق عوامل خود به نمایش بگذارد. او در فینال فصل سوم مغلوب شد.
  - تارا فیتزجرالد در نقش شکل اهریمنی ژان تیری.[۱]

## اپیزودها
| فصل | فصل  | اپیزودها | اپیزودها | پخش اصلی     | پخش اصلی       |
| فصل | فصل  | اپیزودها | اپیزودها | اولین پخش    | آخرین پخش      |
| --- | ---- | -------- | -------- | ------------ | -------------- |
|     | فیلم | فیلم     | فیلم     | ۱۰ مارس ۲۰۱۷ | ۱۰ مارس ۲۰۱۷   |
|     | ۱    | ۲۱       | ۲۱       | ۲۴ مارس ۲۰۱۷ | ۱۳ ژانویه ۲۰۱۸ |
|     | ۲    | ۲۱       | ۲۱       | ۲۴ ژوئن ۲۰۱۸ | ۱۴ آوریل ۲۰۱۹  |
|     | ۳    | ۱۷       | ۱۷       | ۷ اکتبر ۲۰۱۹ | ۱ مارس ۲۰۲۰    |

## انتشار

### پخش
در ۱۰ مارس ۲۰۱۷، گیسوکمند شروع به پخش در کانال دیزنی کرد. این سریال برای فصل اولش گیسوکمند: سریال نام داشت. این سریال در ۲۱ می شروع به پخش از کانال دیزنی در جنوب شرقی آسیا کرد. سپس پخش آن در ۱۲ سپتامبر همان سال از کانال دیزنی برای آمریکای لاتین آغاز شد و همچنین در ۲۰۱۷ به عنوان بخشی از بلوک صبح شنبهٔ کانال دیزنی پخش شد.

### رسانه خانگی
گیسوکمند: پیش از تا ابد و چهار بخش از گیسومند: برش‌های کوتاه در ۱۱ آوریل ۲۰۱۷ بر روی دی‌وی‌دی منتشر شدند. گسیوکمند: ملکه برای یک روز در ۱۲ دسامبر ۲۰۱۷ بر روی دی‌وی‌دی منتشر شد.

## رتبه‌بندی‌ها
| فصل | قسمت‌ها | نخستین پخش   | نخستین پخش         | آخرین پخش      | آخرین پخش          | میانگین تماشاچیان (میلیون) |
| فصل | قسمت‌ها | تاریخ        | تماشاچیان (میلیون) | تاریخ          | تماشاچیان (میلیون) | میانگین تماشاچیان (میلیون) |
| --- | ------ | ------------ | ------------------ | -------------- | ------------------ | -------------------------- |
| ۱   | ۲۱     | ۲۴ مارس ۲۰۱۷ | ۱٫۳۰               | ۱۳ ژانویه ۲۰۱۸ | ۰٫۹۶               | ۱٫۰۰                       |
| ۲   | ۲۱     | ۲۴ ژوئن ۲۰۱۸ | ۰٫۶۷               | ۱۴ آوریل ۲۰۱۹  | ۰٫۳۵               | ۰٫۴۵                       |
| ۳   | ۱۷     | ۷ اکتبر ۲۰۱۹ | ۰٫۲۹               | ۱ مارس ۲۰۲۰    | ۰٫۴۷               | ۰٫۳۱                       |